# Guido Maria Kretschmer

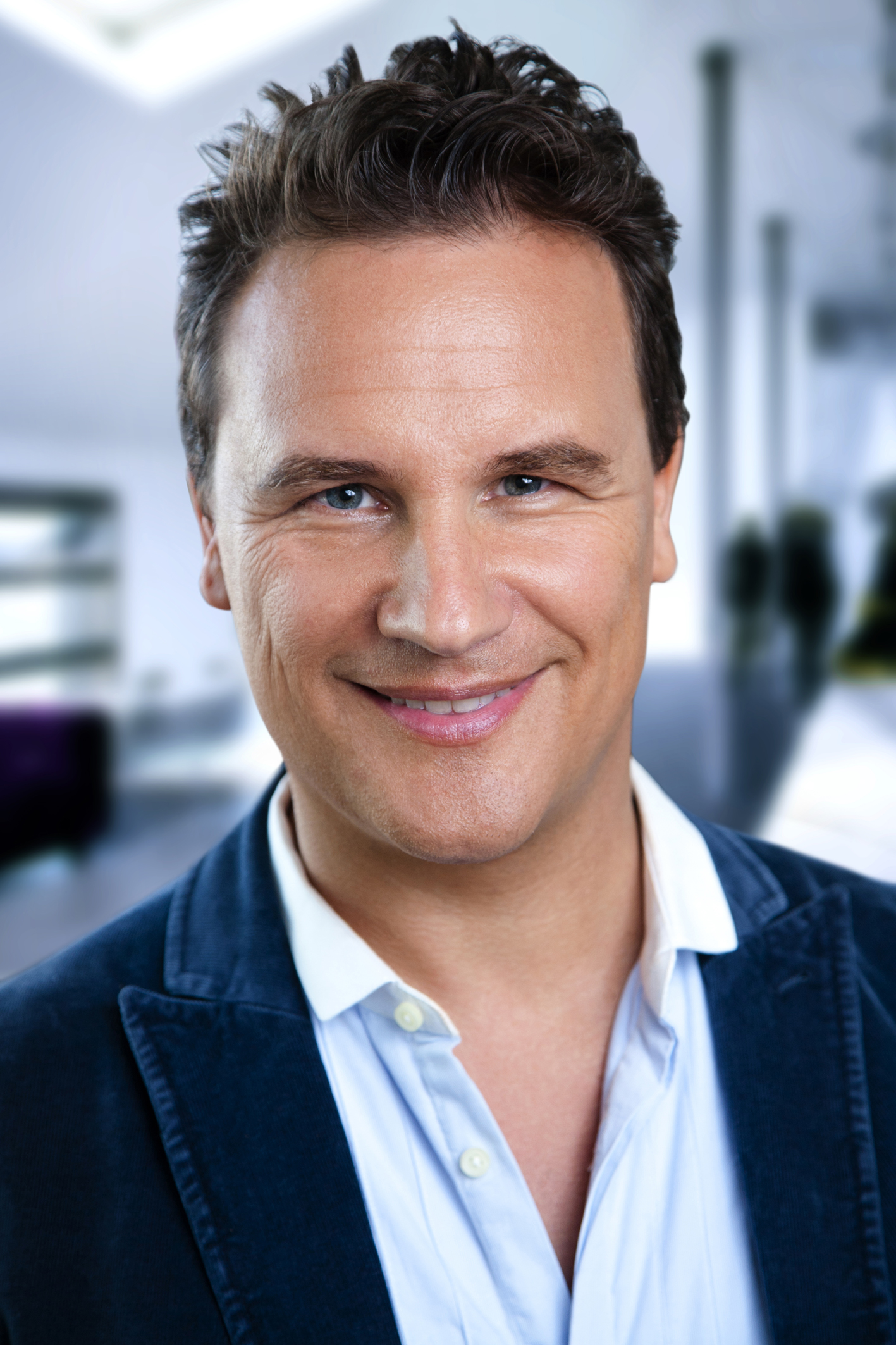
Guido Maria Kretschmer (2012)

Guido Hermann Maria Kretschmer (* 11. Mai 1965 in Münster) ist ein deutscher Modedesigner. Er arbeitet außerdem als Fernsehmoderator und Juror, beispielsweise bei Shopping Queen.

## Leben
Kretschmer wuchs mit drei Brüdern und einer Schwester in Einen auf. Seine Großmutter Ottilie und sein Vater Erich († 2023) stammten aus Schlesien. Als Schüler besuchte er ein katholisches Internat. Nach einer Ausbildung zum Krankenpfleger im St. Franziskus-Hospital Münster begann er zunächst ein Medizinstudium, das er jedoch nach zwei Semestern zugunsten einer Designerkarriere beendete. Kretschmer hatte einen Stand mit selbstgenähten Kleidungsstücken auf dem populären Hippiemarkt auf Ibiza. Hier wurde der Musiker Udo Lindenberg auf ihn aufmerksam, der für seine damalige Tournee Brokatjacken orderte.
1987 gewann Kretschmer seine erste große Ausschreibung und gründete das Unternehmen GMK by pepper mit Hauptsitz in Münster und Palma de Mallorca sowie das Modelabel Guido Maria Kretschmer Corporate Fashion. Mit zunächst drei Mitarbeitern arbeitete er hauptsächlich als Modedesigner für Großunternehmen. Sein erster Großauftrag war die Kreation von Uniformen für die Crewmitglieder der Fluglinie Hapag-Lloyd. Neben Unternehmenskleidung für die Deutsche Bahn, Hotel Kempinski, Hotel Maritim, Montblanc und Emirates Airlines produzierte er rund zweieinhalb Millionen Anzüge für den Touristikkonzern TUI. Mit der Gründung des Labels Guido Maria Couture legte er dann 2004 seinen kreativen Schwerpunkt auf das Entwerfen exklusiver Cocktail- und Abendkleider sowie dazu arrangierter Accessoires. Seine ersten Modenschauen in dieser Sparte zeigte er in Shanghai und Tokio.
2005 präsentierte er seine Kreationen erstmals auf der Berlin Fashion Week. Die Schauspielerin Katharina Thalbach ließ Kretschmer für ein Oscar-Wilde-Stück Bühnengarderobe entwerfen. Seither war er als Kostümbildner für diverse Theater- und Filmproduktionen tätig. So stattete er u. a. das Ensemble der Deutschen Oper Berlin für die Inszenierung von Der Barbier von Sevilla aus, und im Filmbereich war er für Hände weg von Mississippi, Meine schöne Bescherung und Rubbeldiekatz kostümbildnerisch tätig. Bei den letzten beiden Filmen übernahm er zudem eine Gastrolle. Sein Label ist regelmäßig auf großen Modenschauen vertreten. Prominente wie Charlize Theron, Jane Seymour, Patricia Kaas, Iris Berben, Martina Gedeck, Jasmin Wagner und Heino Ferch tragen seine Kreationen. Er unterhält Showrooms in Münster, Berlin und Palma de Mallorca und eröffnete 2009 ein Ladengeschäft in München.
Seit Januar 2012 präsentiert Kretschmer die Fernsehsendung Shopping Queen auf VOX und seit April 2012 auch deren Promiversion. Eine spezielle Kollektion Guido Maria Kretschmer für eBay entstand 2013 im Rahmen eines Crowdsourcing-Projekts, bei dem Besucher der Projektseite über die Kollektion und die spätere Produktion abstimmen konnten. 2013 und 2014 wirkte Kretschmer neben Dieter Bohlen, Bruce Darnell und Lena Gercke in der Show Das Supertalent als Juror mit. 2013 erschien auch sein erstes Buch, Anziehungskraft – Stil kennt keine Größe. Ab Herbst 2014 warb er für die OGI Oil & Gas Invest AG.
Am 8. September 2018 heiratete er seinen langjährigen Lebensgefährten Frank Mutters, mit dem er bereits im März 2012 im Rathaus Schöneberg in Berlin eine eingetragene Partnerschaft eingegangen war. Kretschmer wohnt seit 2021 in Hamburg-Blankenese.

## Filmografie

### Filme
- 2007: Meine schöne Bescherung
- 2010: Das Leben ist zu lang
- 2011: Rubbeldiekatz
- 2018: Wuff – Folge dem Hund
- 2023: Caveman

### Jury
- 2012: Das perfekte Model (VOX)
- seit 2012: Shopping Queen (VOX)
- seit 2012: Promi Shopping Queen (VOX)
- 2013–2014: Das Supertalent (RTL)
- 2019: Guidos Masterclass (VOX)[21]
- 2020: Big Performance - Wer ist der Star im Star? (RTL)
- 2021: Guidos Deko Queen (VOX)[22]

### Moderation
- 2014: Hotter Than My Daughter (RTL)[23]
- 2015: Deutschlands schönste Frau (RTL)[24]
- 2015–2016: Geschickt eingefädelt – Wer näht am besten? (VOX)[25]
- seit 2021: Showtime of my Life - Stars gegen Krebs[26]

### TV-Shows
- 2019: Grill den Henssler (VOX)
- 2021: Guidos Wedding Race (VOX)[27][28]

## Bücher
- Anziehungskraft. Stil kennt keine Größe. 17. Auflage. Edel, Hamburg 2014, ISBN 978-3-8419-0239-9. (Platz 1 der Spiegel-Bestsellerliste vom 25. November 2013 bis zum 5. Februar 2014 und vom 24. Februar bis zum 9. März 2014)
- Eine Bluse macht noch keinen Sommer. Geschichten aus dem Kleiderschrank. Edel, Hamburg 2014, ISBN 978-3-8419-0326-6.
- Geschickt eingefädelt - Das große Nähbuch mit Guido Maria Kretschmer. 2015, ISBN 978-3-8419-0394-5
- Das rote Kleid. Roman. Goldmann, München 2018, ISBN 978-3-442-31489-8
- 19.521 Schritte - Vom Glück der unerwarteten Begegnung. 2023, ISBN 978-3-453-21865-9

## Zeitschriften
Seit Oktober 2018 erscheint bei Gruner + Jahr die Zeitschrift Guido, bei der Kretschmer als Editor-at-Large fungiert. Seit März 2021 erscheint beim selben Verlag sein zweites Magazin Guidos Deko Queen, zur gleichnamigen Fernsehsendung auf VOX. 2023 sollen die Zeitschriften eingestellt werden.

## Ehrenamtliches Engagement
- Botschafter der Stiftung Deutsche Schlaganfall-Hilfe[32]
- Botschafter der DKMS LIFE.[33]

## Auszeichnungen
- 2002 Gewinner des World of TUI Design Award für das Designkonzept Sand, Sea and Sky
- 2008 Nachwuchsdesigner des Jahres anlässlich des New Faces Award der Zeitschrift Bunte
- 2009 Gewinner des IF Design Award in München
- 2009 Gewinner des Telekom Corporate Fashion Design Award
- 2014 Goldene Kamera für Beste Unterhaltung
- 2014 Romy (Österreich) für Beste Unterhaltung
- 2014 Deutscher Fernsehpreis für Bestes Dokutainment für Shopping Queen
- 2014 Goldene Henne für seine Moderationen
- 2015 Romy (Österreich) in der Kategorie Unterhaltung/Talk/Doku-Soap
- 2015 Krawattenmann des Jahres
- 2016 Radio Regenbogen#Veranstaltungen in der Kategorie Medienmann des Jahres
- 2019 Gewinner Marken-Award der Absatzwirtschaft in der Kategorie Beste Markenpersönlichkeit[34]
- 2019 Markenkooperation des Jahres (Guido Maria Kretschmer presented by OTTO), Pioneers of Lifestyle Conference[35]
- 2021 Deutscher Fernsehpreis in der Kategorie Factual Entertainment für Showtime of my Life - Stars gegen Krebs[36]
- 2022 „Man of the Year“-Award, Look!-Magazin, Wien[37]
- 2022 „YES!Award – Ring of Courage“ für Engagement gegen Krebs[38]
- 2023: Verdienstorden des Landes Nordrhein-Westfalen[39]
- 2024 Gewinner Design Icon of the year Vienna Award[40]